# Walter von Vigier

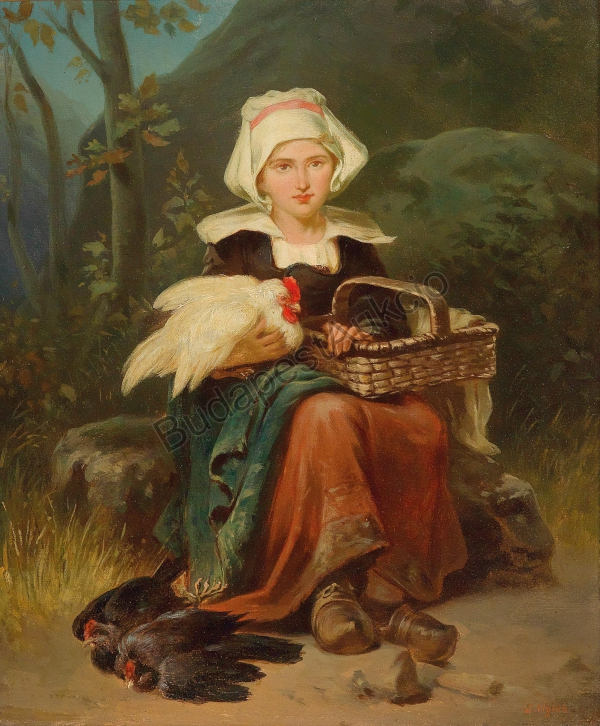
Geflügelverkäuferin

Walter Vigier von Steinbrugg (* 7. Februar 1851 in Solothurn; † 1. August 1910 in Subingen) war ein Schweizer Porträt-, Genre- und Landschaftsmaler.

## Leben
Walter Vigier war Sohn des Regierungs- und Ständerats Joseph Wilhelm Viktor Vigier. Er begann das Studium der Malerei von 1870 bis 1871 in Neuenburg NE bei Auguste Bachelin (1830–1890), setzte das Studium ab dem 12. Mai 1871 an der Königlichen Akademie der Künste München fort, u. a. Anatomie beim Bildhauer Christoph Roth. Danach verbrachte er ab 1873 drei Jahre in Paris bei Léon Bonnat. Er unternahm eine Studienreise nach Italien und liess sich in Solothurn nieder.
Vigier heiratete 1877 Fanny Zschokke, Tochter des Politikers Olivier Zschokke. Von 1882 bis 1884 war er Präsident des Schweizer Kunstvereins. Danach hielt er sich mehrere Jahre in München auf, verbrachte dann seine letzten Lebensjahre in Subingen.
Neben Porträts und Landschaften schuf Vigier Genre- und Historienbilder mit Themen aus der Schweizer Geschichte. Er illustrierte auch Werke von Jeremias Gotthelf und Heinrich Zschokke.